# Coptops curvatosignata
Coptops curvatosignata là một loài bọ cánh cứng trong họ Cerambycidae.